# Хаббард, Ричард
Ричард Беннетт Хаббард-младший (англ. Richard Bennett Hubbard, Jr.; 1 ноября 1832, округ Уолтон, Джорджия — 12 июля 1901, Тайлер, Техас) — американский политик, 16-й губернатор штата Техас, член демократической партии.

## Биография

### Ранние годы и образование
Ричард Хаббард родился в семье Ричарда Беннетта и Серены (Картер) Хаббард в округе Уолтон, штат Джорджия, но вырос в округе Джаспер. В 1851 году он получил степень бакалавра искусств в области литературы в университете Мерсера, после чего непродолжительное время слушал лекции в Виргинском университете. В 1853 году Хаббард получил степень бакалавра права в Гарвардском университете, после чего вместе с родителями переехал в округ Смит, Техас. Они поселились в Тайлере, а затем на плантации около Линдейла.

### Политическая карьера
Хаббард занялся политикой в 1855 году как противник партии «незнаек». На президентских выборах 1856 года он поддержал Джеймса Бьюкенена, который назначил его прокурором западного округа Техаса. Хаббард подал в отставку в 1859 году, чтобы баллотироваться в легислатуру штата. Он был избран и стал сторонником сецессии Юга.
После отделения Хаббард неудачно баллотировался в Конгресс КША. Во время гражданской войны он командовал 22-м техасским пехотным полком и служил в Трансмиссисипском департаменте в Арканзасе и Луизиане.
Послевоенная юридическая практика, а также доходы от недвижимого имущества и продвижение по службе на железной дороге, позволили Хаббарду в 1872 году возобновить свою политическую карьеру, когда он стал членом коллегии выборщиков. В 1873 и 1876 годах Хаббард избирался вице-губернатором, а 21 декабря 1876 года, после того как Ричард Кок вышел в отставку, чтобы занять кресло в Сенате США, стал губернатором Техаса.
Губернаторский срок Хаббарда был отмечен финансовыми трудностями пост-реконструкционного периода, общим беззаконием, и тем, что легислатура не провела ни одного собрания. Хотя политические противники помешали его переизбранию на второй срок, он оставался популярным среди жителей Техаса. Его достижения на посту губернатора включают сокращение государственного долга штата, борьбу с мошенничеством на рынке земли, продвижение реформ в области образования, а также восстановление общественного контроля над пенитенциарной системой штата.
В 1884 году Хаббард был временным председателем национального собрания Демократической партии по выдвижению кандидатур на пост президента. Он поддержал кандидатуру Гровера Кливленда, и, после того как Кливленд победил на президентских выборах, был в 1885 году назначен послом в Японии. Четыре года работы Хаббарда послом были отмечены деликатным переходным периодом в японо-американских отношениях. После возвращения в США в 1889 году, Хаббард написал книгу, основанную на его дипломатическом опыте, «США на Дальнем Востоке» (англ. The United States in the Far East), которая была опубликована в 1899 году.

### Личная жизнь
Хаббард был баптистом, масоном и членом совета директоров Техасского университета A&M. В 1876 году он был избран представлять штат на Всемирной выставке в Филадельфии. Там он в своей известной речи призвал к национальному единству и доброй воле.
30 ноября 1858 года Хаббард женился на Элизе Хадсон, от этого брака выжила только одна дочь, Серена. 26 ноября 1869 года он женился во второй раз на Джени Робертс. Джени умерла во время пребывания Хаббарда в Японии, оставив ему вторую дочь, Сирси. Последние годы Хаббард жил в Тайлере, где и умер 12 июля 1901 года. Он похоронен на кладбище Оквуд, Тайлер.
В его честь назван город Хаббард в округе Хилл.